# Catedral de Gènova

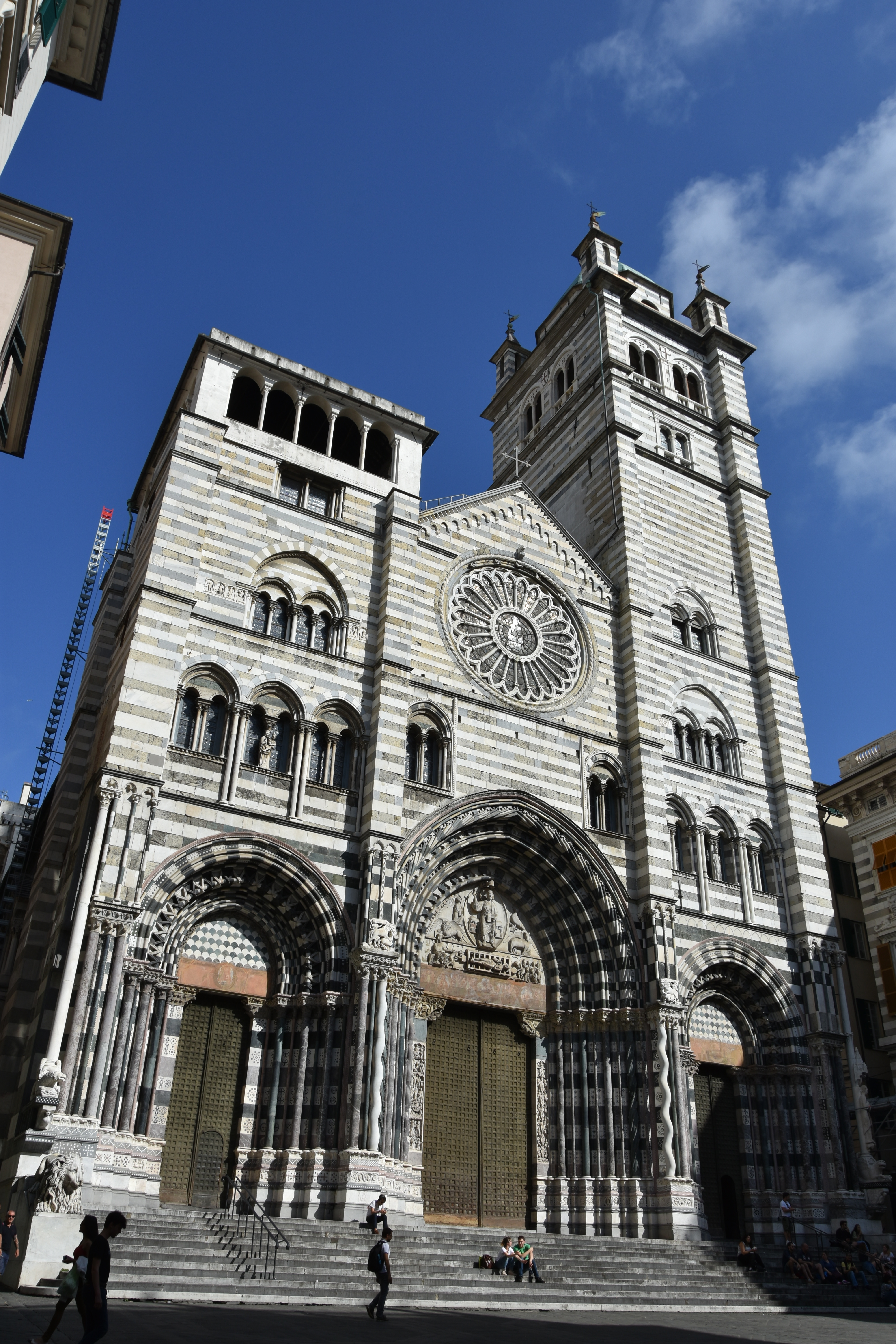
Façana de la catedral de Gènova

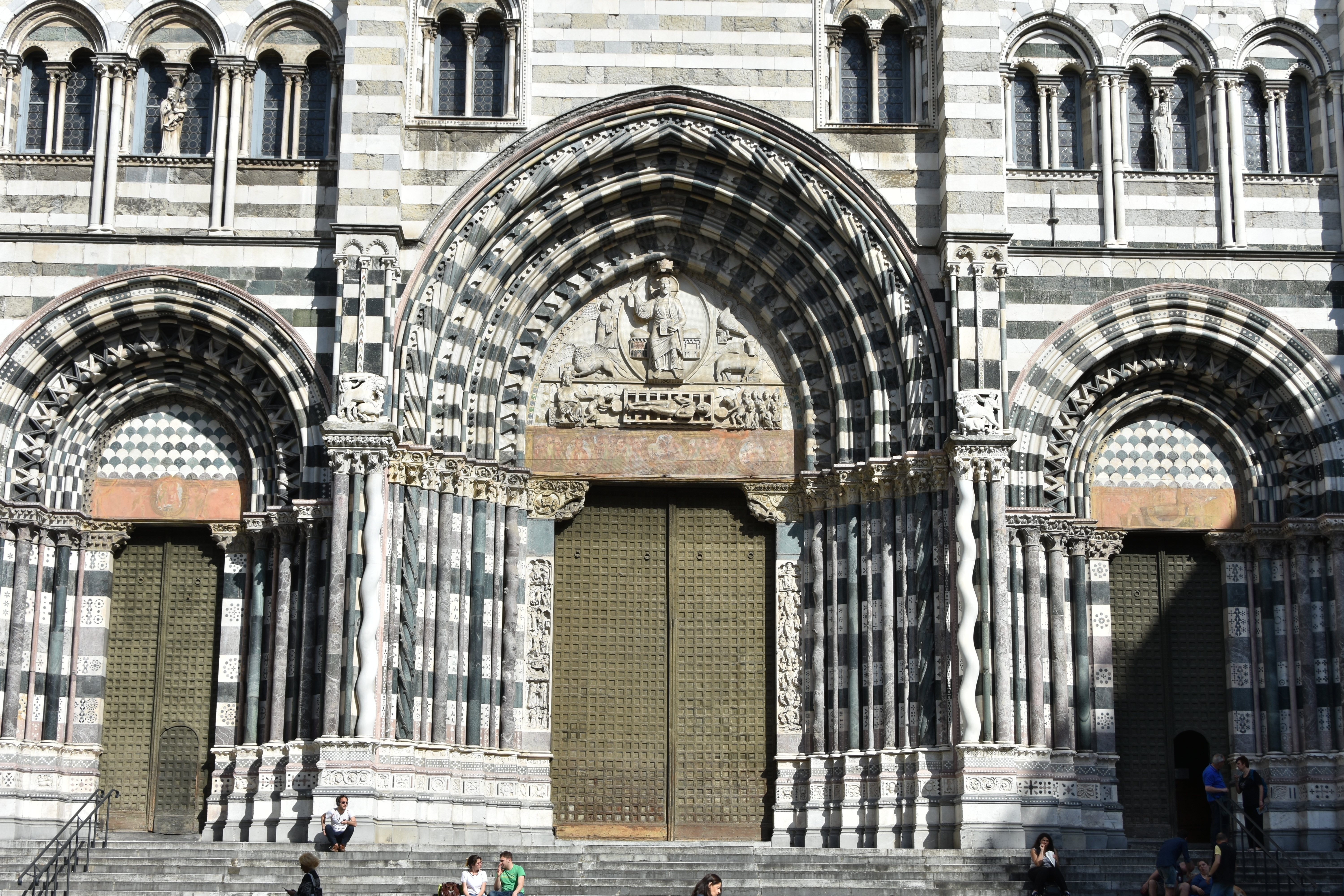
Catedral de Sant Llorenç de Gènova. Portada

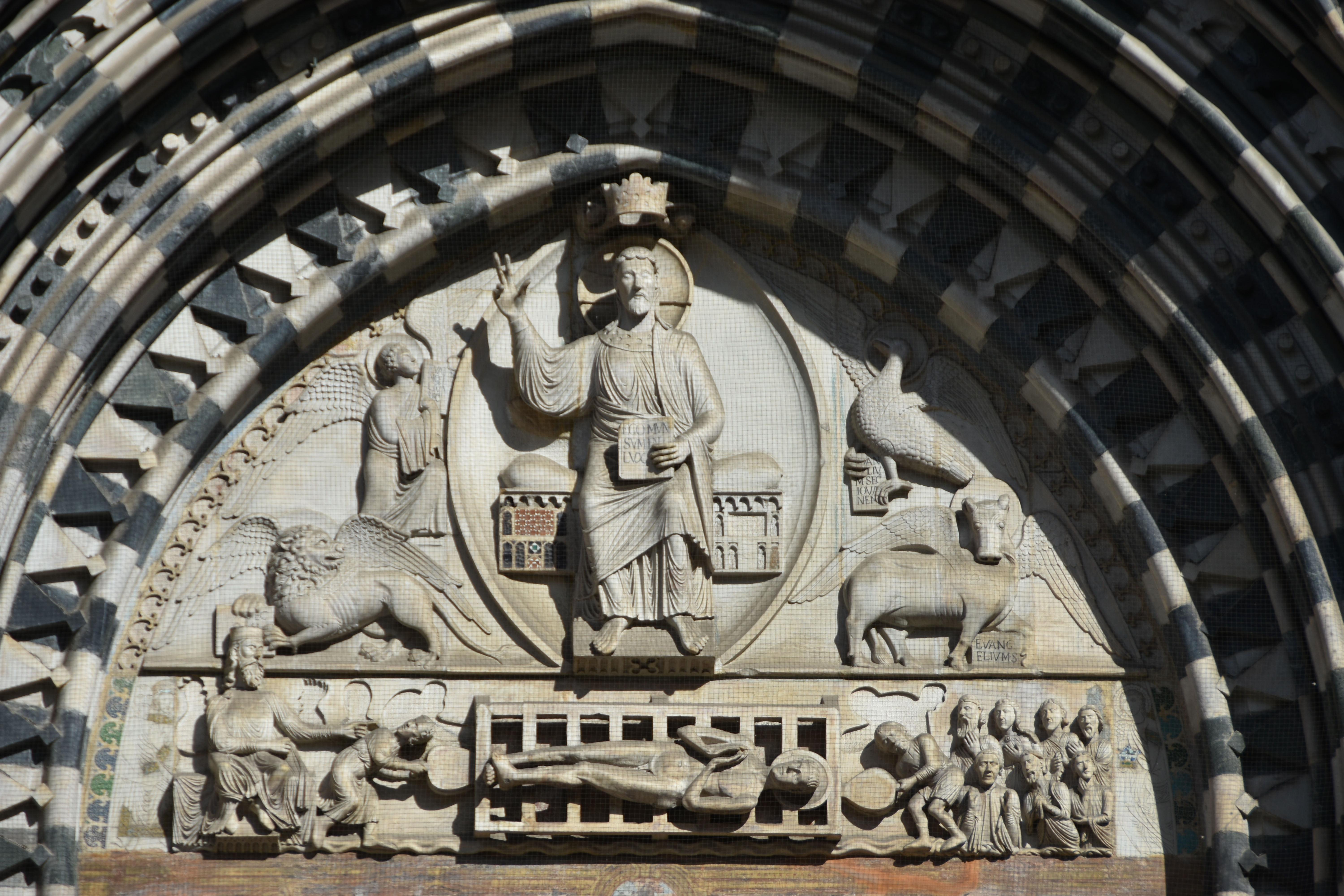
Timpà de la portada principal amb la representació de la Maiestas Domini i el martiri de Sant Llorenç

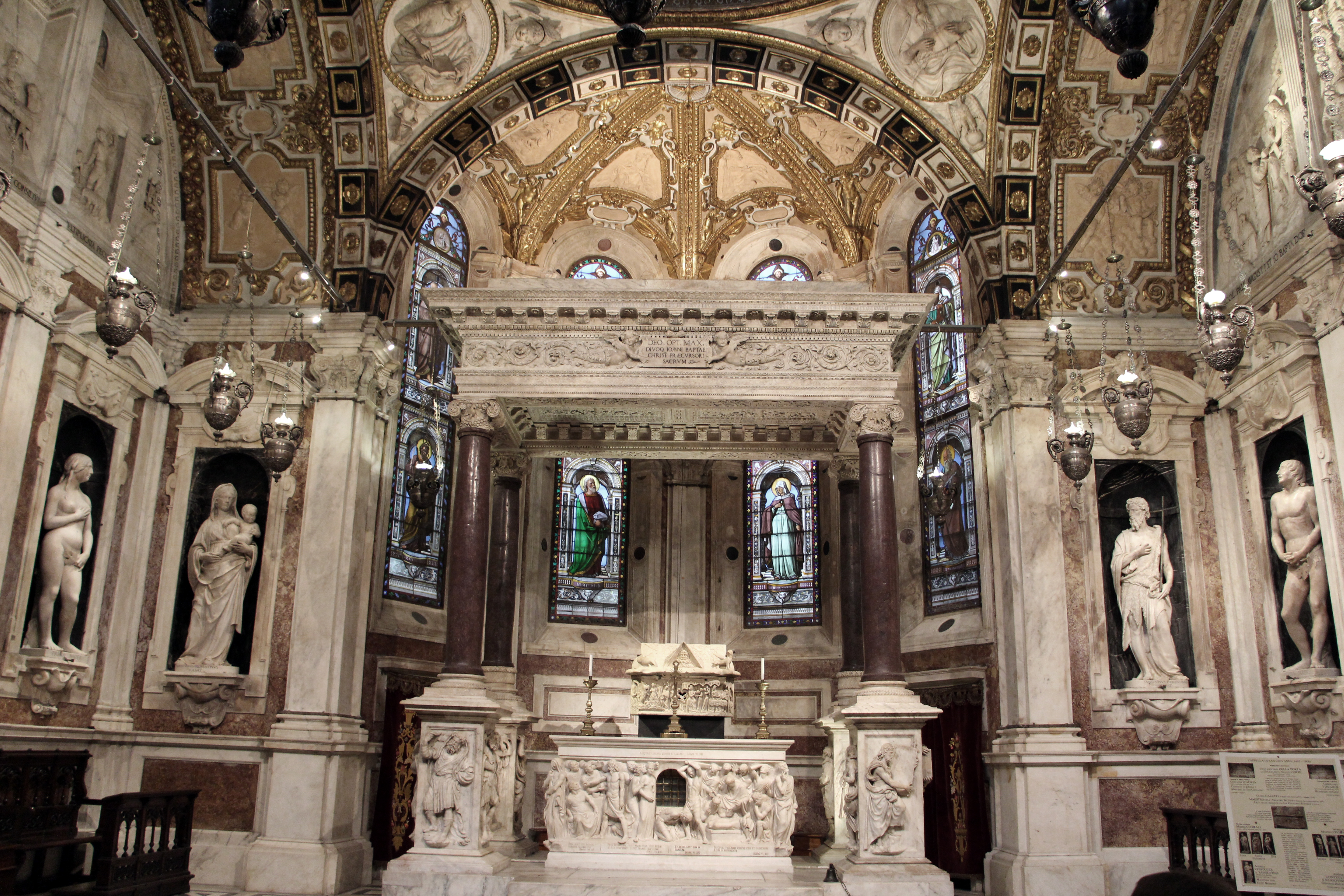
Capella de Sant Joan Baptista

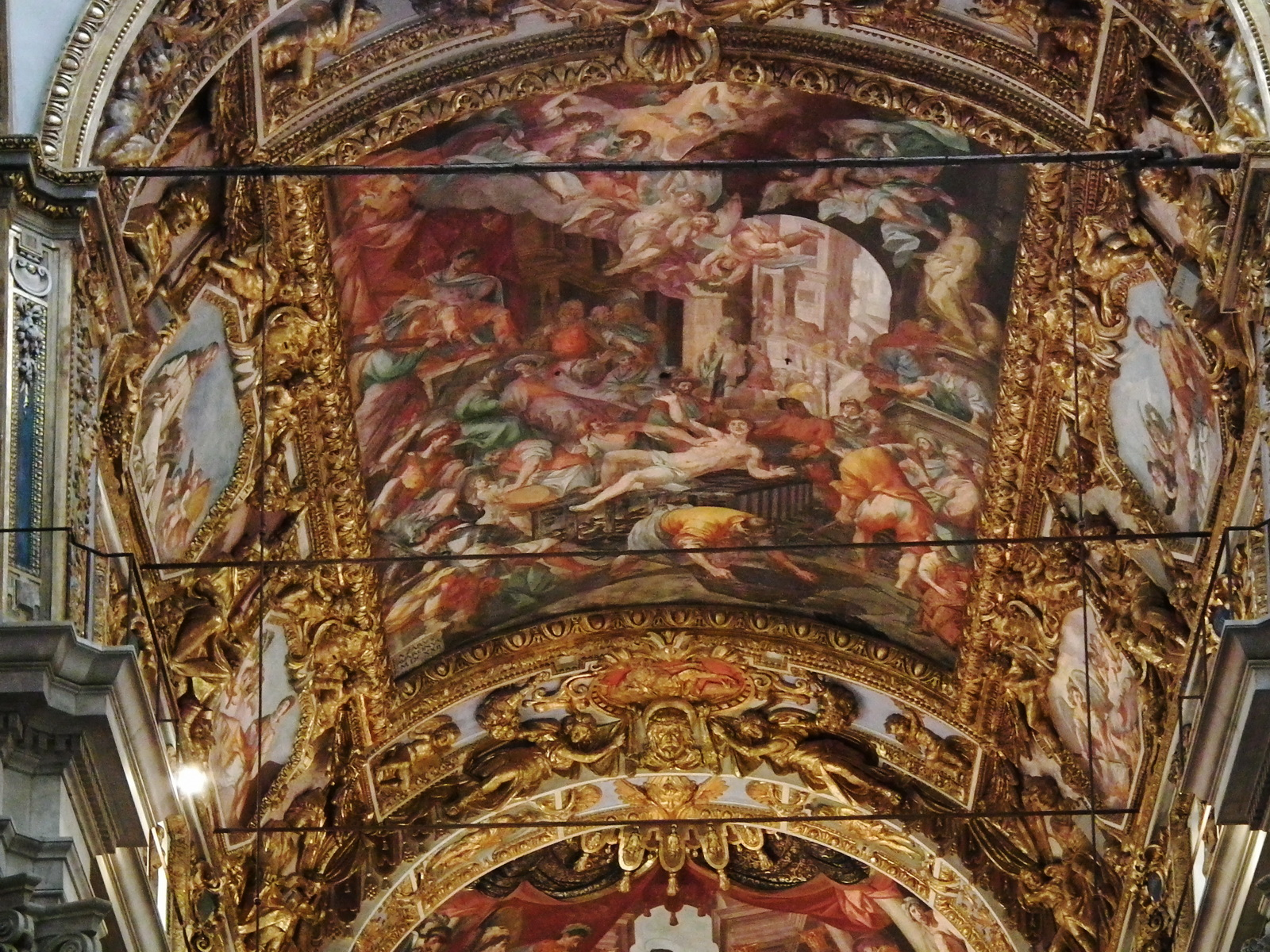
Pintures de Lazzaro Tavarone a la volta del presbiteri, amb la representació del martiri de Sant Llorenç

La catedral de Gènova (italià, Cattedrale di san Lorenzo) és una església catòlica romana a Liguria, Itàlia. És la catedral de l'arxidiòcesi de Gènova, dedicada a sant Llorenç. Es va construir entre els segles xii i xiv i així conté elements de l'estil romànic i de l'estil gòtic. També conté elements renaixentistes i barrocs aportats per les reformes i afegits dels segles xvi i xvii.

## Història
Les excavacions a la catedral i al seu entorn han posat de manifest l'existència, en aquell sector, d'una àrea d'enterraments de l'època romana. S'hi va imposar el culte cristià i on des del segle vi consta l'existència d'una església cristiana que tanmateix encara no era una catedral. Una altra església de la mateixa ciutat, anomenada Basílica dels Dotze Apòstols o de San Siro era aleshores catedral.
L'any 1007 l'església de sant Llorenç va esdevenir la catedral. Tot seguit va començar la seva reconstrucció, que va permetre que fos consagrada pel papa Gelasi II l'any 1118. Tanmateix, el projecte arquitectònic dels segles xi i xii (romànic) va ser completament reformulat al voltant de l'any 1230. L'actual estructura arquitectònica de la catedral respon, substancialment, a aquest projecte del segle xiii. La construcció es va prolongar fins al segle xiv, amb algunes interrupcions com la causada per un gran incendi esdevingut l'any 1296.
La transformació de l'església de sant Llorenç en catedral va afavorir la urbanització de la zona, amb la construcció de les muralles i la fusió dels tres nuclis de la ciutat antiga (castrum, civitas i burgus), que va esdevenir el nucli de la Gènova medieval. La plaça que s'obre davant de la façana principal, a causa de l'absència d'altres places públiques i centres de poder, va ser el principal espai públic de la ciutat durant tota l'Edat Mitjana
Després de l'incendi de 1296, que va ser provocat per lluites entre Güelfs i Gibel·lins, l'edifici va ser restaurat i reconstruït. Entre 1307 i 1312 la façana va ser completada 
Diversos altars i capelles van ser aixecats entre els segles xiv i xv. La construcció de la gran capella de sant Joan va començar el 1450 sota la direcció de Domenico Gagini. L'any 1550 l'arquitecte Galeazzo Alessi va ser encarregat pels magistrats de ciutat per planejar la reconstrucció de l'edifici sencer. Una explosió al veí Palau Episcopal hi va provocar greus danys colaterals. Alessi només va executar les cobertes de la nau central i de les naus laterals, com també el paviment, la cúpula i l'absis. Es van decorar les voltes i el sector de la capçalera amb la intervenció d'artistes com el genovès Lazzaro Tavarone que hi va pintar unes escenes relacionades amb sant Llorenç, el sant titular de la catedral (1622-24)
El campanar es va acabar al segle xvi.
La construcció de la catedral es va donar per acabada al segle xvii. La cúpula i les parts medievals van ser restaurades entre 1894 i 1900. La façana es va tornar a restaurar els anys 1932-33. La última de les intervencions a gran escala va tenir lloc al voltant de l'any 2000.

## Descripció

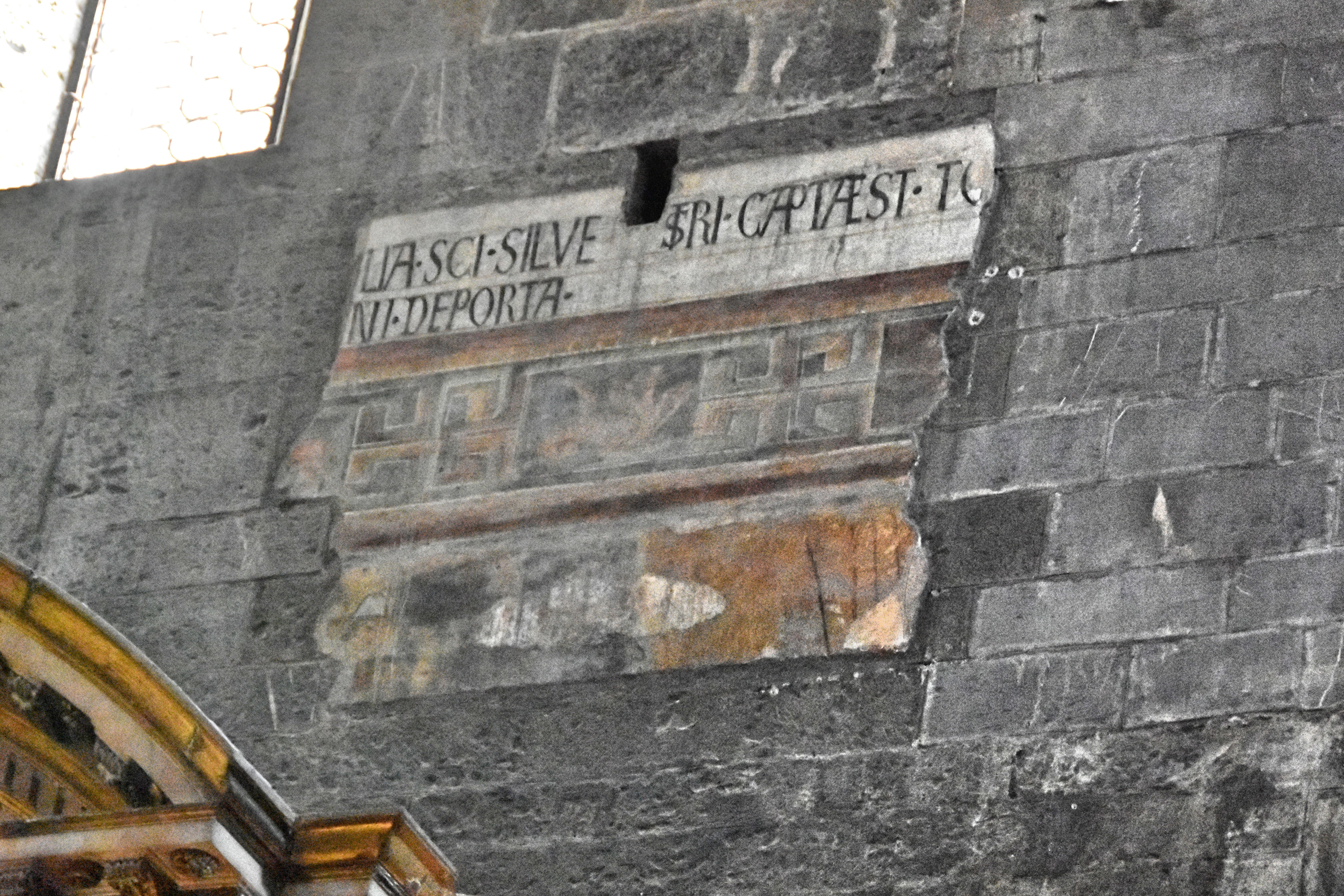
Catedral de Sant Llorenç de Gènova. Pintures murals que feien referència a la conquesta de Tortosa

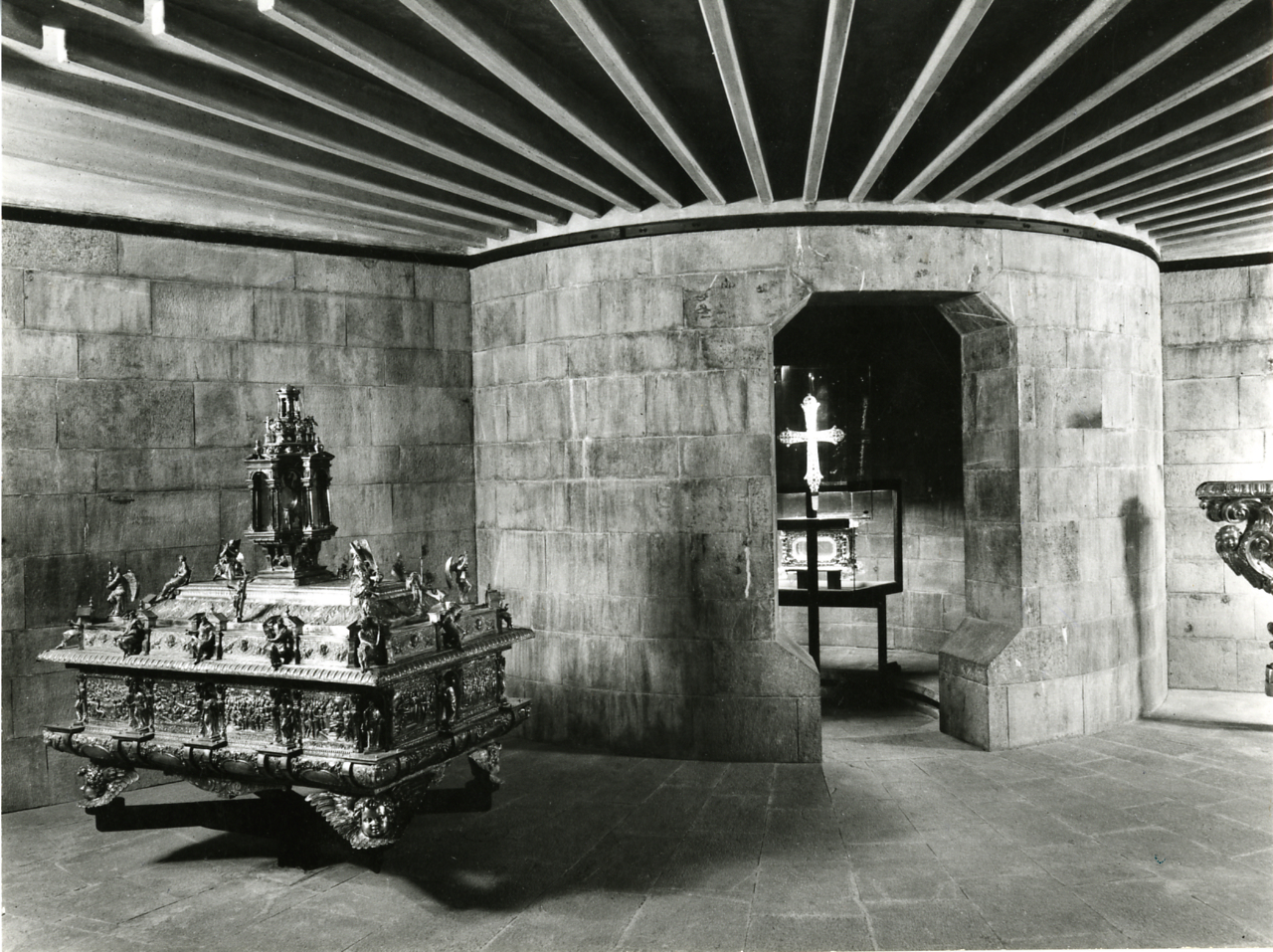
Tresor de la catedral de Gènova

És un edifici medieval, amb un interior on predomina la decoració barroca.
Consta de tres naus i capçalera triabsidada, amb cúpula sobre el creuer. Als costats hi ha sengles portades romàniques. La façana principal, amb dues torres (una d'incompleta), és representativa del primer gòtic italià. És de marbre policrom, alternant filades de marbre clar i de marbre fosc. Inclou rosassa i tres portes, la central amb un timpà presidit per la Maiestas Domini i un dintell amb la representació del martiri de Sant Llorenç, a qui és dedicada la catedral.
Entre les obres d'art dins l'església destaquen les pintures al fresc dels segles xvi i xvii posteriors a la intervenció de Galeazzo Alessi. Luca Cambiaso va pintar al fresc la capella Lercari juntament amb G.B. Castello, conegut com il Bergamasco (1564-69). Les pintures del sostre de la capella Senarega són obra de Giovani Andrea Carlone (1680). El fresc de sostre en el presbiteri del Martiri de St Llorenç va ser pintat per Lazzaro Tavarone (1622-24).
De Barocci és una Crucifixió amb la Mare de Déu, sant Joan i sant Sebastià. Entre les pintures del segle XX sobresurt un tríptic dedicat a l'Assumpció de la Mare de Déu, obra de Gaetano Previati (1905) 
És remarcable la capella dedicada a Sant Joan Baptista, patró de la ciutat de Gènova,on hi ha una Mare de Déu i un St. Joan Baptista obres de l'escultor Andrea Sansovino, altres estàtues de Matteo Civitali i relleus de Domenico Gagini. També hi ha l'antiga urna de les relíquies de sant Joan Baptista (segle xiii) 
A la capella Cybo hi ha escultures de Giacomo i Guglielmo Della Porta 
A la nau de la dreta de la catedral, a la part alta del mur, hi ha les restes d'unes pintures murals (segle xii), conservades molt fragmentàriament, que feien referència a la conquesta de Tortosa durant l'edat mitjana (el fet s'esdevingué l'any 1148), en la qual hi participaren els genovesos.
Com a botí genovès obtingut a la conquesta d'Almeria la catedral també va posseir (fins al 1693) una gran làmpada de bronze
Un projectil de la Segona Guerra Mundial disparat per la flota anglesa el 1941 i que no va arribar a esclatar és igualment exposat a l'interior.
La catedral compta amb dos orgues històrics situats als extrems del transepte, que van ser construïts, originalment els anys 1554 per Giovanni Battista Facchetti (esquerra) i 1603 per Giuseppe Vittani (dreta) tot i que amb posterioritat han estat reconstruïts.
Al tresor de la catedral (un espai dissenyat per l'arquitecte Franco Albini en 1952-56) s'exposa una extraordinària col·lecció d'orfebreria litúrgica. Entre les peces més importants hi ha el Sacro Catiino o Calze de Gènova que va ser va portat per Guglielmo Embriaco després de la conquesta de Cesarea de Palestina i que s'ha relacionat amb el que va ser utilitzat per Jesús de Natzaret durant el Sant Sopar. Sobresurt així mateix la gran urna de les relíquies de Sant Joan Baptista, obra mestra de l'argenteria del gòtic tardà.
Prop de la catedral es troba el Museu Diocesà, on entre altres obres notables es conserva el sepulcre del cardenal Luca Fieschi, procedent de la catedral i en el qual va intervenir l'escultor pisà Lupo di Francesco. (segle XIV) 